# Либеральный союз (Германия)

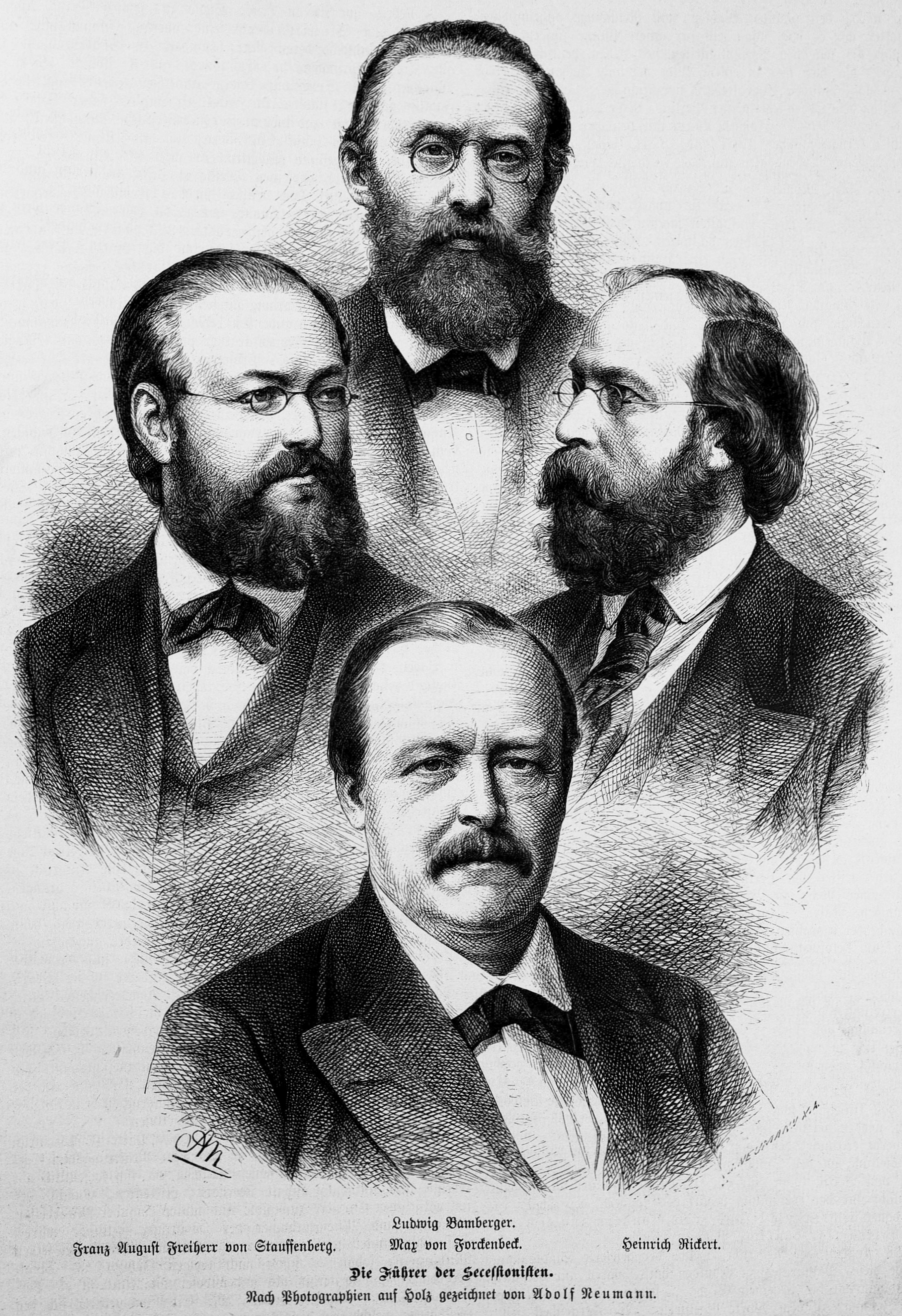
Лидеры Либерального союза, вверху: Людвиг Бамбергер, слева: Франц Август Шенк фон Штауффенберг, справа: Генрих Риккерт, внизу: Макс фон Форкенбек (журнал Die Gartenlaube, 1880).

Либеральный союз (нем. Liberale Vereinigung; также назывались сецессионистами) — либеральная партия в Германской империи, которая возникла в 1880 году на базе левого крыла Национал-либеральной партии и в 1884 году объединилась с прогрессистами в Немецкую партию свободомыслящих. Союз свободомыслящих, основанный в 1893 году в результате раскола Партии свободомыслящих, фактически стал преемником Либерального союза.

## Отделение от национал-либералов
Национал-либеральная парламентская фракция в рейхстаге характеризовалась пёстрым разнообразием мнений и интересов её членов. В неё входили либералы из прусских провинций и южных земель Германии, «манчестерские либералы» (фритредеры) и защитники «покровительственных тарифов» (протекционисты). Ещё в 1875 году Фридрих Капп — член Центрального выборного комитета Национал-либеральной партии — критически заметил, что «Национал-либеральная партия […] [представляет собой] такую мешанину из всевозможных, порой несовместимых устремлений, взглядов и целей, что она должна распасться». На этом фоне происходил постепенный процесс отчуждения внутри национал-либеральной фракции в рейхстаге между сравнительно хорошо организованным левым крылом во главе с Эдуардом Ласкером, Максом фон Форкенбеком и Людвигом Бамбергером, с одной стороны, и правым крылом, более многочисленным, но не имевшего ярко выраженных лидеров.
Сторонники левого крыла всё больше убеждались, что партийная верхушка во главе с Рудольфом фон Беннигсеном и Йоханном фон Микелем, которая занимало более правые позиции, слишком тесно привязало национал-либералов к политике рейхсканцлера Отто фон Бисмарка. Первые разногласия внутри Национал-либеральной партии выявились уже в 1878 году во время обсуждения антисоциалистического закона. Разногласия внутри партии углубились, когда левое крыло захотело ещё больше ограничить законы Культуркампфа, направленные против влияния католической церкви, и утвердило военный бюджет только на период полномочий рейхстага, а не на семь лет. Окончательный раскол в Национал-либеральной партии и создание Либерального союза стал вопрос о политике «покровительственных тарифов», на которой настаивал Бисмарк, заручившийся поддержкой партийной верхушки. Большая часть левого крыла национал-либералов покинули партию и присоединилась к вновь созданной организации.
Решающим фактором ухода из Либеральной союза, также известного как «отделение» (Sezession), стала убеждённость левого крыла в том, что дальнейшая поддержка консервативной политики Бисмарка, которую проводят национал-либералы с 1878 года, нарушила бы фундаментальные либеральные принципы или даже полностью пожертвовала бы ими. Поэтому сецессионисты требовали возврата к принципам свободной торговли. Внутри страны их целью, вопреки намерениям Бисмарка, была постепенная парламентаризация конституционного строя в смысле последовательного разделения властей и сохранение государственного суверенитета над церковью. С этими требованиями сецессионисты восстали против «консервативного поворота» 1878—79 годов, осуществленного национал-либералами в ходе «победы, одержанной Бисмарком с помощью юнкеров, попов и ультрамонтанов, словом, всех врагов Рейха».

## Организация
Либеральный союз был классической партией высокопоставленных лиц и поэтому был плохо подготовлен организационно к началу эпохи массовой политизации. Партия в основном состояла из депутатов рейхстага, нескольких столичных нотаблей и уполномоченных в округах. Количество сецессионистских групп на местах оставалось относительно небольшим, по оценкам, в 1884 году их было около 50 на весь рейх. Партийные отделения существовали преимущественно в крупных торговых и морских городах северной и восточной Германии. С социологической точки зрения, большинство сецессионистов принадлежали к буржуазии и высшему классу. Опорой партии в основном был фритредерски настроенная буржуазия и либерально ориентированный образованный средний класс, тогда как влияние партии среди мелкой буржуазии и рабочего класса было весьма невелико, в том числе из-за сопротивления протекционизму. Поскольку слои высшего сословия, поддерживающие партию, в основном не желали организовываться, сецессионисты оставались «офицерами без унтер-офицеров и, следовательно, часто без команды», по словам немецкого историка Томаса Ниппердея. Тем не менее, новая партия поначалу казалась успешной, ведь на выборах в рейхстаг 1881 года она получила почти столько же мест в рейхстага как у национал-либералов, от которых откололись сецессионисты.
За короткое время своего существования Либеральный союз создал лишь зачатки центральных органов. Во-первых, был создан исполнительный комитет из пяти человек, в который вошли депутаты Генрих Риккерт и Густав Липке, а также непарламентские деятели Фридрих Капп, Альберт Грёнинг и Теодор Вильгельм Лессе. Среди прочего, этот комитет создал бюро по избирательным вопросам, инициировал публикацию корреспонденции и собрал необходимые деньги. Вскоре после этого, в дополнение к парламентской фракции, была основана Либеральная избирательная ассоциация (нем. Wahlverein der Liberalen), призванная объединить сторонников на местах. Связь между ведущими депутатами и берлинской знатью и членами, некоторые из которых были организованы в избирательное объединение, поддерживалась через партийные конференции, на которые приглашались самые важные люди в округах. По словам Ниппердея, партийный съезд во многом носил характер встречи с друзьями. По сути, он просто узаконил решения фракционного руководства, приняв программную декларацию 1882 года и создав исполнительный комитет для дальнейшего развития организационной структуры партии.
Организация центральных органов не была чётко определена. На практике ведущие депутаты, члены исполкома и руководители парламентских групп составляли партийное руководство, к которому от случая к случаю привлекались и другие лица. Например, предвыборная кампания, разработанная лидерами партии Генрихом Риккертом и Эдуардом Ласкером в 1881 году, была подписана Людвигом Бамбергером, Максом фон Форкенбеком, Францем фон Штауффенбергом и Фридрихом Каппом. Среди других видных деятелей партии были Карл Баумбах, Георг фон Бунзен, Теодор Моммзен, Карл Шрадер, Георг фон Сименс, Фридрих Витте и молодой Теодор Барт. Депутаты-сецессионисты пользовались большой свободой при голосованиях в рейхстаге, например, Эдуард Ласкер почти в одиночку поддержал закон о медицинском страховании 1883 года, но это никоим образом не угрожало единству.

## Объединение с прогрессистами
В более долгосрочной перспективе сецессионисты стремились к созданию новой партии по образцу британской Либеральной партии, надеясь стать правящей после прихода к власти кронпринца Фридриха, известного своими либеральными взглядами. Желание объединить всех либералов было выражено уже в письменном заявлении о выходе сецессионистских депутатов из национал-либеральной фракции. В нём сецессионисты осторожно, чтобы не портить отношения с национал-либералам, призвали «либеральную партию к объединению по существенным вопросам, прекращению запутанной и изнурительной борьбы между различными либеральными фракциями». Однако планы по возможному воссоединению окончательно провалились, когда национал-либералы безоговорочно поддержали политику Бисмарка в своей «Гейдельбергской декларации» 1884 года. Кроме того, различия в экономических и политических вопросах также исключали союз сецессионистов с национал-либералами. Конституционная идея всеобщего либерализма всё более теряла вес.
Вместо этого лидеры Либерального союза постепенно стали сближаться с Прогрессистской партией. В то время как Людвиг Бамбергер и Макс фон Форкенбек изначально воздерживались от таких планов, желая сохранить место в центра в немецком либерализме, а также избегая автократического стиля руководства лидера прогрессистов Ойгена Рихтера, Генрих Риккерт и Георг фон Бунзен энергично выступали за объединения. Наконец, на заседании исполкома фракции Риккерту и Бунзену удалось переманить на свою сторону тех, кто не решался присоединиться к объединению. Уже в январе 1884 года Франц фон Штауффенберг и Ойген Рихтер начали переговоры о слиянии. В марте того же года обе партии сформировали объединённую фракцию в рейхстаге, состоящую в общей сложности из 100 членов парламента. Официально слияние было завершено перед выборами в рейхстаг в октябре 1884 года.
На выборах новая либеральная Немецкая партия свободомыслящих потеряла почти треть своих мест в Рейхстаге. Либералы пришлось признать, что либерализм в Германии может считаться решающим политическим фактором только в случае союза с национал-либералами. Вот только собрать под одной крышей всех депутатов-либералов, каким бы желательным это ни было, оказалось не под силу, потому что оставшаяся часть Национал-либеральной партии была слишком правой, а прогрессисты слишком левыми.
Бисмарку удалось не только привлечь национал-либералов к своему консервативному правительству, но и решительно и надолго ослабить либеральное движение в Рейхстаге в целом. Он внёс решающий вклад в предотвращение либерального правительства в германском рейхе и в то же время решительно ослабил либеральную оппозицию в рейхстаге.